# 前701年
| 千纪： | 前1千纪 |
| 世纪： | 前9世纪 \| 前8世纪 \| 前7世纪 |
| 年代： | 前730年代 \| 前720年代 \| 前710年代 \| 前700年代 \| 前690年代 \| 前680年代 \| 前670年代 |
| 年份： | 前706年 \| 前705年 \| 前704年 \| 前703年 \| 前702年 \| 前701年 \| 前700年 \| 前699年 \| 前698年 \| 前697年 \| 前696年                                                                                                  |
| 纪年： | 戊寅年（龍年）；周桓王十九年；魯桓公十一年；秦出子三年；陳厲公六年；蔡桓侯十四年；鄭莊公四十三年；宋莊公十年；楚武王四十年；齊僖公三十年；晉侯緡六年；曲沃武公十五年；燕宣侯十年；衛宣公十八年；曹莊公元年；杞靖公三年 |

## 大事记
- 蒲騷之戰，屈瑕盟貳、軫，與鄖國戰於蒲騷，勝之，得城下之盟而還。
- 宋莊公脅祭足立鄭厲公突，鄭昭公奔衛[1]

## 逝世
- 郑庄公